# Скановский сельсовет
Скановский сельсовет — сельское поселение в Наровчатском районе Пензенской области.
Административный центр — Сканово.

## История
Создано в 1919 году, в составе поселения тогда входили села Александровка, Малая кавендра поселение Троице-Сканова монастыря.
С 1956 года в состав вошли села Казеевка, Морозовка, Новые пичуры, Александровка, Красный восток.
В 197? году выделен Новопичурский сельский совет.

## Население
| 2002 | 2010 | 2012 | 2013 | 2014 | 2015 | 2016 |
| ---- | ---- | ---- | ---- | ---- | ---- | ---- |
| 755  | ↘752 | ↘744 | ↘722 | ↘686 | ↘683 | ↘671 |
| 2017 | 2018 | 2021 |      |      |      |      |
| ↘664 | ↘639 | ↘530 |      |      |      |      |

## Состав сельского поселения
| № | Населённый пункт | Тип населённого пункта       | Население |
| - | ---------------- | ---------------------------- | --------- |
| 1 | Казеевка         | село                         | ↘53       |
| 2 | Малая Кавендра   | деревня                      | 66        |
| 3 | Морозовка        | деревня                      | 0         |
| 4 | Сканово          | село, административный центр | ↗633      |